# Fed Cup de 1997
A Fed Cup de 1997 foi a 35ª edição do mais importante torneio entre países do tênis feminino.

## Grupo Mundial
Oito equipes disputaram o título em três rodadas eliminatórias.
|  |                                            |                                 |                                 |                                  |   |                                           |                             |                             |  |  |                        |                        |                        |
|  | Quartas de final 1 e 2 de março            | Quartas de final 1 e 2 de março | Quartas de final 1 e 2 de março |                                  |   | Semifinais 12 e 13 de julho               | Semifinais 12 e 13 de julho | Semifinais 12 e 13 de julho |  |  | Final 4 e 5 de outubro | Final 4 e 5 de outubro | Final 4 e 5 de outubro |
|  | Quartas de final 1 e 2 de março            | Quartas de final 1 e 2 de março | Quartas de final 1 e 2 de março |                                  |   | Semifinais 12 e 13 de julho               | Semifinais 12 e 13 de julho | Semifinais 12 e 13 de julho |  |  | Final 4 e 5 de outubro | Final 4 e 5 de outubro | Final 4 e 5 de outubro |
|  | Haarlem, Países Baixos – carpete (coberto) |                                 |                                 |                                  |   |                                           |                             |                             |  |  |                        |                        |                        |
|  |                                            |                                 |                                 |                                  |   |                                           |                             |                             |  |  |                        |                        |                        |
|  | 1                                          | Estados Unidos                  | 2                               |                                  |   |                                           |                             |                             |  |  |                        |                        |                        |
|  | 1                                          | Estados Unidos                  | 2                               | Praga, República Tcheca – saibro |   |                                           |                             |                             |  |  |                        |                        |                        |
|  |                                            | Países Baixos                   | 3                               |                                  |   |                                           |                             |                             |  |  |                        |                        |                        |
|  |                                            | Países Baixos                   | 3                               |                                  |   | Países Baixos                             | 3                           |                             |  |  |                        |                        |                        |
|  | Mannheim, Alemanha – duro (coberto)        |                                 |                                 |                                  |   | Países Baixos                             | 3                           |                             |  |  |                        |                        |                        |
|  |                                            |                                 |                                 | República Checa                  | 2 |                                           |                             |                             |  |  |                        |                        |                        |
|  |                                            | República Checa                 | 3                               | República Checa                  | 2 |                                           |                             |                             |  |  |                        |                        |                        |
|  |                                            | República Checa                 | 3                               |                                  |   | 's-Hertogenbosch, PBA – carpete (coberto) |                             |                             |  |  |                        |                        |                        |
|  | 4                                          | Alemanha                        | 2                               |                                  |   |                                           |                             |                             |  |  |                        |                        |                        |
|  | 4                                          | Alemanha                        | 2                               |                                  |   |                                           | Países Baixos               | 1                           |  |  |                        |                        |                        |
|  | Tóquio, Japão – duro (coberto)             |                                 |                                 |                                  |   |                                           | Países Baixos               | 1                           |  |  |                        |                        |                        |
|  |                                            |                                 | 3                               | França                           | 4 |                                           |                             |                             |  |  |                        |                        |                        |
|  | 3                                          | França                          | 3                               | França                           | 4 | 4                                         |                             |                             |  |  |                        |                        |                        |
|  | 3                                          | França                          | Nice, França – saibro           |                                  |   | 4                                         |                             |                             |  |  |                        |                        |                        |
|  |                                            | Japão                           | 1                               |                                  |   |                                           |                             |                             |  |  |                        |                        |                        |
|  |                                            | Japão                           | 1                               |                                  | 3 | França                                    | 3                           |                             |  |  |                        |                        |                        |
|  | Sprimont, Bélgica – duro (coberto)         |                                 |                                 |                                  | 3 | França                                    | 3                           |                             |  |  |                        |                        |                        |
|  |                                            |                                 |                                 | Bélgica                          | 2 |                                           |                             |                             |  |  |                        |                        |                        |
|  |                                            | Bélgica                         | 5                               | Bélgica                          | 2 |                                           |                             |                             |  |  |                        |                        |                        |
|  |                                            | Bélgica                         | 5                               |                                  |   |                                           |                             |                             |  |  |                        |                        |                        |
|  | 2                                          | Espanha                         | 0                               |                                  |   |                                           |                             |                             |  |  |                        |                        |                        |
|  | 2                                          | Espanha                         | 0                               |                                  |   |                                           |                             |                             |  |  |                        |                        |                        |